# Муниципальные выборы в Турции (2014)
Муниципальные выборы в Турции прошли 30 марта 2014 года. Выборы рассматривались как референдум о доверии правительству Эрдогана, проверка на прочность правящей Партии справедливости и развития и ознаменовали собой начало 15-месячного избирательного цикла, включающего президентские выборы 10 августа и парламентские выборы в 2015 году.

## Контекст
Предвыборная кампания ознаменовалась коррупционными скандалами и запретами социальных сетей.
6 марта премьер-министр Турции Реджеп Тайип Эрдоган в интервью частному телеканалу ATV рассказал, что после выборов, правительство введет новые ограничения в интернете, назвав Facebook и YouTube источниками «аморальной деятельности и шпионажа». Он объяснил такие действия тем, что оппозиция использует социальные сети для атак на правительство и самого премьера, в частности сказав, что «мы не оставим наш народ на милость YouTube и Facebook. Мы примем необходимые, серьёзные меры. Будут новые шаги, которые мы сделаем в этой сфере после 30 марта, в том числе запрет». Ранее на YouTube была опубликована аудиозапись, на которой, как утверждается, Эрдоган разговаривает с сыном о необходимости избавиться от крупных денежных сумм. В ходе записанного телефонного разговора голос, предположительно принадлежащий Эрдогану, просит вывезти хранящиеся в доме миллионы евро наличными и перераспределить их между несколькими бизнесменами. Второй голос, вероятно принадлежащий сыну Билялю, в какой-то момент говорит, что осталось избавиться ещё примерно от 30 млн евро.
20 марта на действие сети Twitter на территории Турции был наложен запрет, из-за того, что соцсеть отказалась выполнить требования властей удалить со своих сайтов обвинения в коррупции, выдвинутые рядом пользователей в адрес премьер-министра Эрдогана и ряда министров. Выступая на митинге в городе Бурса, Эрдоган заявил, что «искоренит» Twitter, и что решение о запрете принято в связи с тем, что в соцсетях распространяется антиправительственная информация:
Представьте себе, существуют международные заговоры. Твиттер-шмиттер! Теперь у нас есть постановление суда. Мы всё это вычистим. Международное сообщество может говорить всё, что угодно, но меня это нисколько не волнует. Все увидят, как сильна Турецкая Республика.
Решение блокировать доступ к сервису раскритиковал и президент Турции Абдулла Гюль, причём через свой аккаунт в твиттере.
26 марта Административный суд Анкары постановил Управлению по связи и телекоммуникациям Турции предписано разблокировать прямой доступ к ресурсу отменить запрет на доступ жителей страны к социальной сети Twitter, отметив, что блокирование доступа к социальной сети противоречит принципам правового государства. Соответствующий иск был подан Коллегией адвокатов Турции. Не исключается, что решение суда будет обжаловано. Со своей стороны, выступая на предвыборном митинге, премьер-министр Эрдоган заявил: «Я не понимаю, как здравомыслящие люди могут защищать эти Facebook, YouTube и Twitter, которые наполнены ложью».
27 марта был заблокирован доступ к видеопорталу YouTube. Согласно турецкому управлению телекоммуникаций TIB, «после юридического рассмотрения дела и технического анализа в отношении сайта были предприняты административные меры». Блокировка была включена, после того как по социальным сетям начала распространяться аудиозапись, выложенная на YouTube, на которой, как утверждается, министр иностранных дел, заместитель министра обороны и глава разведки Турции обсуждают возможность военной операции в Сирии. На выступлении на юго-востоке Турции Реджеп Тайип Эрдоган сделал заявление, подтверждающее подлинность записи: «Они даже секретно записали встречу по национальной безопасности. Это злодейство, это мошенничество. Кому они служат, делая запись такой важной встречи?».
Призывая избирателей поддержать свою Партию справедливости и развития Эрдоган сорвал голос. Обещая вовсе уйти из политики, если его партия не сможет занять первое место, Эрдоган сказал:
Я беспокоюсь за будущее страны. Я считаю, что нас ждёт пугающее, проблемное будущее, если на этих выборах победит правящая партия. В настоящий момент, Партия справедливости и развития — самая подходящая для страны. У неё просто нет альтернативы, так что почему нет?

## Голосование

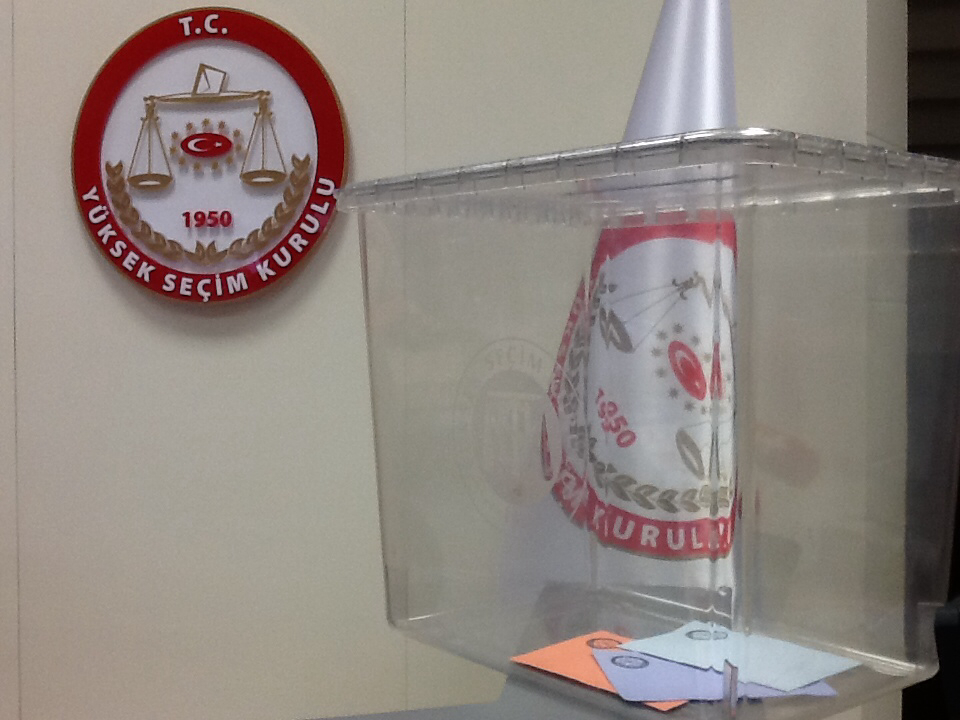
Урна для голосования

Голосование прошло 30 марта. Предвыборные экзит-поллы не публиковались, так как Турции действует запрет на публикацию результатов опросов и прогнозов. По всей стране были открыты более 194 тысяч избирательных участков, работавших с 07:00 до 17:00 по местному времени. Безопасность обеспечивали около 40 тысяч полицейских. Право голоса имели более 50 миллионов человек. Граждане Турции выбирали на пять ближайших лет губернаторов провинций, мэров, членов парламентов провинций, госсоветов, руководителей муниципалитетов, сельских и районных старост и членов сельских советов. В Турции осталась традиция избирать деревенских или квартальных старост обычно из числа наиболее уважаемых жителей. Староста имеет полномочия госслужащего и следит за порядком на подконтрольном ему участке. Задачей Эрдогана стало удержание Анкары и Стамбула, получение не менее 45 % голосов избирателей и укрепление позиций партии в целом. В выборах принимали участие 26 политических партий. Главной оппозиционной силой стала Республиканская народная партия. 29 марта проправительственные и оппозиционные партии устроили митинги в Стамбуле. Республиканская народная партия борется за пост мэра Стамбула с союзником Эрдогана Кадыром Топбашем. Оппозиционный кандидат Мустафа Сарыгюль ездил по городу на открытом автобусе, бросая в толпу красные футболки с символикой партии. 28 марта по настоянию врачей, которые опасались за его голосовые связки, Эрдоган отменил свои выступления. А 29 марта, обличая оппонентов, он сказал: «Они все предатели. Идите на избирательные участки в воскресенье и преподайте им хороший урок. Покажите им настоящий османский удар».

### Инциденты
В результате конфликта на избирательном участке в иле Хатай на юге Турции погибли два человека, а девять получили ранения. Рядом с участком в селе Гельбаши (Голбаси) вспыхнула ссора между сторонниками разных кандидатов на пост сельского старосты. Ранее в селе Тюркменсарылар в иле Йозгат произошла драка между избирателями, в ходе которой ранения камнями и палками получили три человека. В юго-восточном иле Шанлыурфа произошли две потасовки. Во время открытия избирательного участка в районе Чанкая города Шанлыурфа возникла поножовщина между родственниками двух кандидатов в сельские старосты. Оппоненты начали обвинять друг друга в попытках принудить население голосовать за конкретного кандидата. Полиция была вынуждена применить слезоточивый газ, чтобы разнять дерущихся. В драку вмешался полицейский, он и ещё девять человек получили ножевые ранения. Четыре человека были задержаны. Второй инцидент произошел в селе Чифтлик. После словесной перепалки кто-то начал стрелять в претендента в старосты Эмину Озтюрку и его родных. Он и ещё трое его близких с ранениями были доставлены в больницу. Задержано шесть человек. По сообщению правоохранительных сил Турции, четверо человек стали жертвами перестрелки в деревне Ювачик в граничащем с Сирией иле Шанлыурфа. В Хильване в ходе стычки между сторонниками кандидатов в старосты погибло 6 человек. В общей сложности в результате столкновений 9 человек погибли и 47 были ранены. Все происшествия сосредоточились в основном в юго-восточных регионах страны.

## Результат
Премьер-министр Турции Реджеп Тайип Эрдоган к сторонникам с балкона штаб-квартиры Партии справедливости и развития в Анкаре объявил, что его партия одержала победу на прошедших выборах.
Вы поддержали своего премьер-министра, я безгранично вам благодарен. 77 миллионов человек должны знать, что сегодня родилась новая Турция. Это свадебный день для новой Турции.
На площади его встретили несколько десятков тысяч сторонники ПСР. В речи Эрдоган сказал, что проникнет в «логово врагов», которые позволили себе обвинить его в коррупции и распространили компрометирующие его данные, и те, кто это сделал, «заплатят за свой поступок».
Официально подсчет голосов не был завершен, но первые данные обработки бюллетеней и результаты экзит-поллов позволили говорить об уверенной победе Партии справедливости и развития (ПСР). Избирком начал публиковать первые результаты подсчёта через два часа после закрытия избирательных участков, когда были вскрыты и подсчитаны 12 % избирательных урн — примерно 5 миллионов бюллетеней. Кандидаты от партии ПСР набрали 48,5 % голосов, кандидаты от Республиканской народной партии (РНП) — 23 %, кандидиаты от Партии национального действия (ПНД) — 14 %, кандидаты от прокурдской Партии мира и демократии (ПМД) — 7,5 %. Действующий мэр Анкары Мелих Гёкчек от ПСР получил 45,5 % голосов, Мансур Яваш от РНП — почти 43 %. Действующий мэр Стамбула Кадир Топбаш получил 47 %, Мустафа Сарыгюль от РНП — 41,2 %. Действующий мэр Антальи, член РНП Мустафа Акайдын получил 36,3 %, Мендерес Тюрель от ПСР — 35,7 %. Явка избирателей была высокой.
1 апреля службы безопасности Турции обстреляли из водометов толпу в 2 тысячи человек, собравшихся у Верховного избирательного совета, с протестом против нарушений на местных выборах и призывом к пересчету результатов голосования. Толпа обвиняла власти в фальсификации результатов муниципальных выборов. В борьбе за пост мэра Анкары кандидат от Республиканской народной партии Мансур Яваш уступил представителю правящей Партии справедливости и развития Мелиху Гёкчеку меньше процента. Лидер РНП Кемаль Кылычдароглу призвал пересчитать голоса не только в Анкаре, но и в других городах.
6 мая Центральная избирательная комиссия Турции обнародовала официальные результаты голосования. По ним, на посты глав муниципалитетов Партия справедливости и развития (ПСР) набрала 43,13 % голосов, Народно-республиканская партия (НРП) — 26,45 % голосов, Партия националистического движения (ПНД) — 17,76 %. В голосовании за мэров метрополий ПСР набрала 45,54 %, НРП — 31,04 %, ПНД — 13,65 % голосов. В выборах приняли участие более 43,5 млн граждан с явкой более 89 %. По сравнению с предыдущими местными выборами 2009 года процент поддержки ПСР увеличился на 4,7 %, как и оппозиции: НРП — на 3,3 %, ПНД — на 1,79 %. Процесс подсчета занял более 36 суток, так как по окончании выборов в Центризбирком было направлено около 300 протестов с требованиями пересчета бюллетеней и отмены голосования в ряде регионов.